# Samuraj
Samuraj (jap. 侍 samurai; „wojownik”) – pierwotnie świta służąca najwyższym dostojnikom japońskim, także gwardia cesarska (gosho-zamurai); dziedziczna szlachta wojskowa; kasta wojowników, która utrzymywała się od XII wieku do Restauracji Meiji w 1868 roku. Udział samurajów w populacji kraju wynosił co najwyżej 10%.

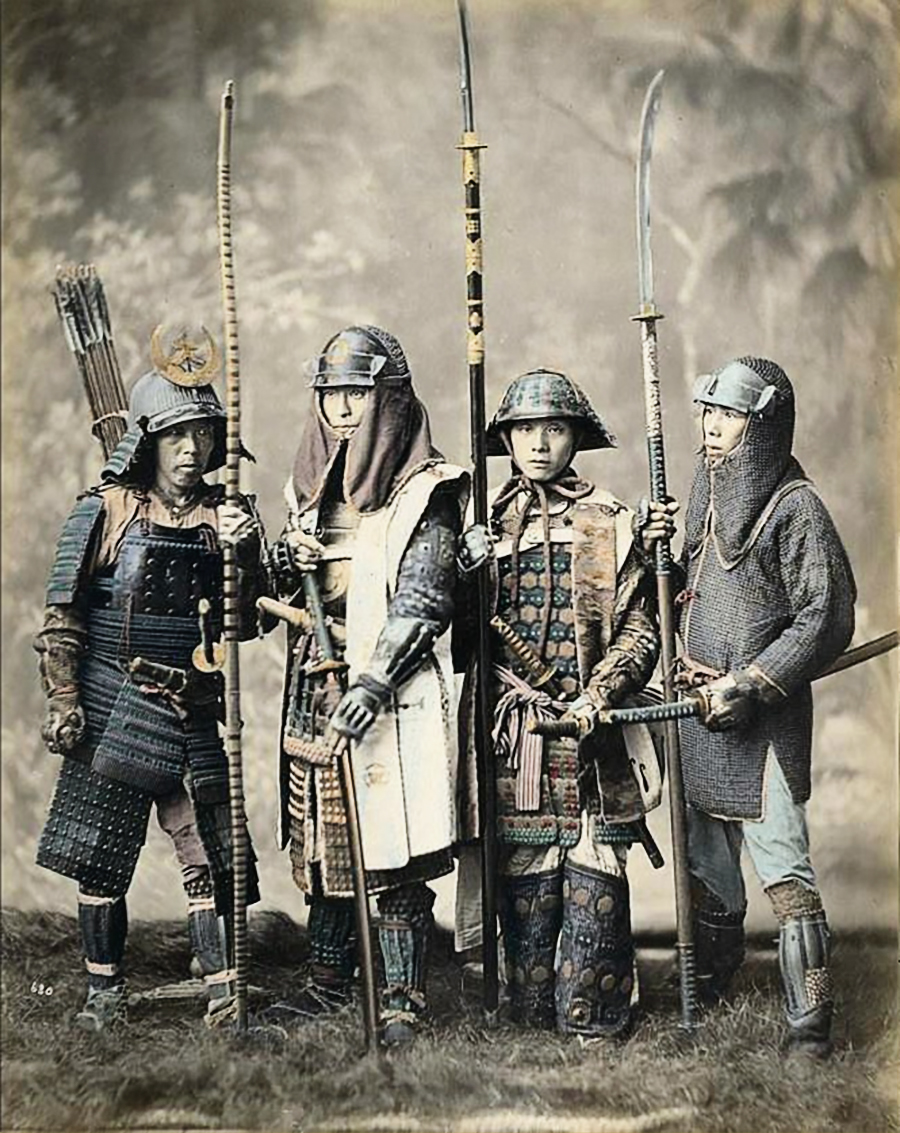
Samurajowie w pełnym rynsztunku (XIX wiek)

Klasa samurajów wykształciła się z oddziałów milicji, utworzonych na mocy edyktu w 792 roku. Do władzy doszli na przełomie XII i XIII wieku za sprawą wprowadzenia siogunatu. Okres Edo przyniósł regres umiejętności samurajów i schyłek czasów ich świetności. Za ostatniego samuraja uznaje się Saigō Takamoriego, który w 1877 roku (okres Meiji) popełnił samobójstwo.
Symbolem pozycji samurajów był samurajski miecz katana i krótki miecz wakizashi, razem stanowiące komplet zwany daishō. Ich noszenie było prawem i obowiązkiem japońskich wojowników. Daishō nie były tylko bronią. Mówiono o nich, że stanowią duszę samuraja, toteż samurajowie byli silnie związani ze swoimi mieczami i otaczali je głęboką czcią.

## Terminologia
W języku japońskim historyczni wojownicy są zwykle określani jako bushi (武士), co oznacza „wojownik”, lub buke (武家), co oznacza „rodzina wojskowa”. Według tłumacza Williama Scotta Wilsona: „W języku chińskim znak 侍 był pierwotnie czasownikiem oznaczającym „czekać na”, „towarzyszyć osobom” w wyższych warstwach społeczeństwa, i pod tym względem bliski jest japońskiemu terminowi saburau. Formalnie oba terminy mają oznaczać „tych, którzy blisko służą szlachcie”, a japoński termin saburai jest nominalną formą czasownika. Według Wilsona, wczesna wzmianka o słowie saburai pojawia się w Kokin Wakashū, pierwszej imperialnej antologii wierszy, ukończonej na początku lat 900.
Współcześnie termin bushi jest często używany jako synonim terminu „samuraj”. Źródła historyczne jednak jasno wskazują, że terminy te były odrębnymi pojęciami (pierwszy odnosił się do żołnierzy lub wojowników, a drugi do pewnego rodzaju dziedzicznej szlachty). Słowo „samuraj” jest obecnie ściśle kojarzone ze średnim i wyższym szczeblem klasy wojowników. Wojownicy ci byli zwykle związani z klanem i ich panem, a także szkoleni jako oficerowie w zakresie taktyki wojskowej i strategii.

## Tło historyczne
Samurajowie jako grupa społeczna pojawili się na przełomie VII i VIII wieku n.e., zapewne w okresie Yamato. Genezy można dopatrywać się w zmianach w systemie politycznym ówczesnej Japonii. Od czasu powstania w 702 roku kodeksu Taihō uznającego władzę cesarza nad krajem i oddającego mu ziemie (należące wówczas do poszczególnych rodów) we władanie, rozpoczął się okres tworzenia struktur feudalnych o nazwie shōen, zarządzanych przez gubernatorów. Z czasem władza cesarska przestała mieć na nie wpływ. Wtedy też zaczęły powstawać oddziały zbrojne podporządkowane właścicielom, mające w razie potrzeby służyć obronie majątków.
Obszary wschodniej i północnej Japonii, szczególnie na nizinie Kantō, były często widownią krwawych buntów i rebelii i tam też samurajowie pojawili się najpierw.
Po restauracji Meiji zniesiono w 1871 roku wszystkie tytuły samurajskie. Mimo licznych protestów warstwa samurajów została formalnie zlikwidowana.

## Szkoły walki
Istniało bardzo wiele szkół walki. Wprawny samuraj potrafił zabić przeciwnika już za pierwszym ciosem, ponoć nawet jednym cięciem przeciąć go na pół, wzdłuż od czubka głowy. Owe śmiercionośne umiejętności wynikały ze sposobu walki, który polegał przede wszystkim na rozpoznaniu szkoły w jakiej kształcił się wróg, a co za tym idzie używanej przezeń techniki, dzięki czemu samuraj mógł błyskawicznie zastosować opracowaną metodę kontrataku. Ze względu na charakter tej walki, nastawionej na zadanie śmierci niemal jednym ruchem miecza, bywało, że kończyła się ona zgonem dla obu stron.
Samuraj kształcony był nie tylko w posługiwaniu się mieczem, ale także łukiem (yumi), jak również innymi rodzajami broni, jak np.: włócznia zwana yari, broń drzewcowa o nazwie naginata, czy wachlarz bojowy tessen.

## Wygląd

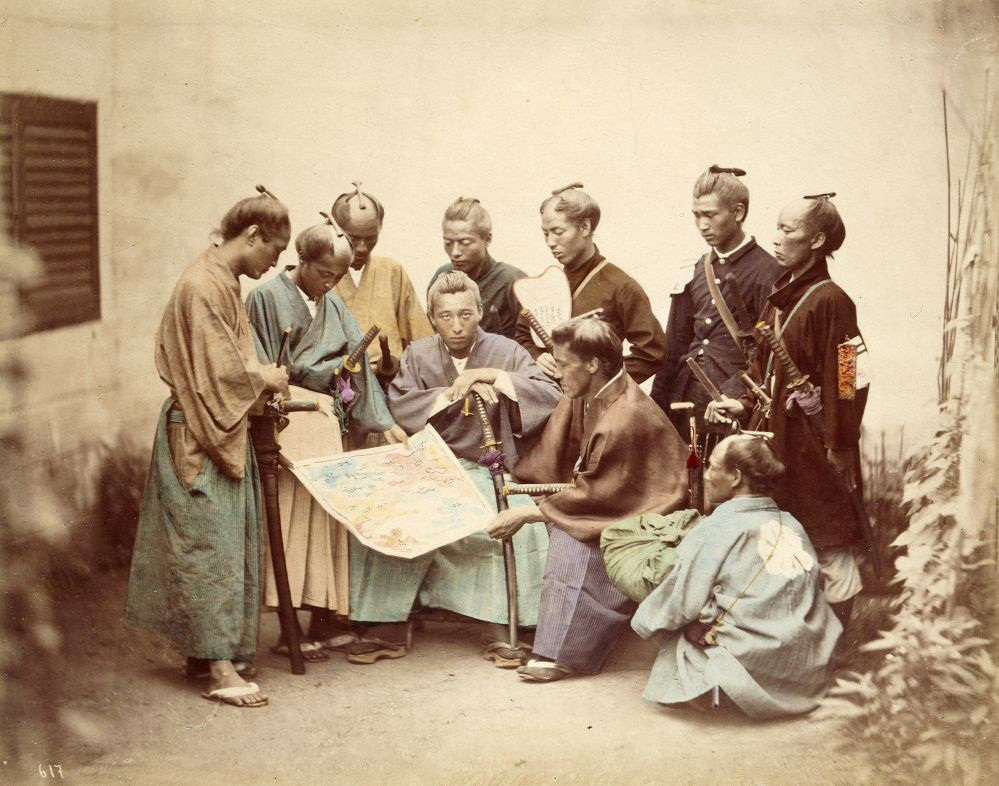
Grupa samurajów (XIX wiek)

Charakterystyczna dla samurajów była ich fryzura – włosy upięte na czubku głowy i wygolone z przodu, nad czołem. Strój składał się z kilku warstw: lnianej lub bawełnianej bielizny fundoshi, męskiego kimona, przytrzymywanego przez pas, oraz, w sytuacjach oficjalnych, spodnie hakama. Za pas wkładano dwa miecze – katana i wakizashi.
Klasyczną zbroją samurajską była zbroja ō-yoroi. Składała się z wielu segmentów, głównie metalowych, które pokrywano skórą i lakierowano, po czym łączono za pomocą grubych pasków z jedwabiu i skóry. Paski te – jaskrawo kolorowane – stanowiły element dekoracyjny zbroi. Była ona używana do XII wieku. Zastąpiła ją zbroja domaru, która „ściślej przylegała do ciała, miała mniejsze naramienniki i była lepiej dostosowana do walki pieszej i do posługiwania się bronią drzewcową”. Ta z kolei wyparta została w XVI wieku przez zbroję tosei gusoku, w której dodano element chroniący twarz, nabiodrka i sashimono (flagę bądź proporzec) mocowany na plecach.

## Etos
Podstawowe prawa zawarte były w kanonie bushidō, wykładającym podstawowe zasady drogi wojownika. Istniały również inne dzieła, opisujące zasady, jakimi powinien się kierować samuraj. Były to między innymi utwory Gorin-no Sho (Księga pięciu kręgów) oraz Hagakure (Ukryte w listowiu).
Główną zasadą była wierność swemu panu i bezwzględne podporządkowanie się. W walce samuraj nie mógł odczuwać lęku przed śmiercią (podobnie jak podczas popełniania seppuku), nie mógł kapitulować w walce, byłoby to bowiem rozwiązanie niehonorowe.
Samurajowie byli kształceni w kierunku poznania bushidō, uczono ich między innymi czytania, pisania, sztuki kaligrafii, literatury, muzyki, retoryki, taktyki, prawa, medycyny, matematyki oraz parzenia herbaty. Wykładano im także poezję japońską i chińską.

## Broń
Na początku główną bronią samurajów był łuk oraz broń drzewcowa, zwana naginata. W XV wieku wprowadzono do użytku prostą włócznię yari. Samuraj zawsze miał przy sobie swój miecz. Jego pierwszą formą był miecz o prostej klindze, zwany tsurugi. Został on następnie zastąpiony przez broń o wygiętej głowni - tachi a następnie katanę (w XIV wieku do użytku wszedł również duży miecz no-dachi). Od XVI wieku razem z kataną zaczęto nosić krótszy miecz, zwany wakizashi (tworzący z nią razem komplet daishō). Używano również noży tanto. Korzystano także z toporów, maczug, narzędzi obuchowych z hakami i pazurami na miejscu grotu, kusz, trebuszetów trakcyjnych oraz arkebuzów.

### Miecz samurajski

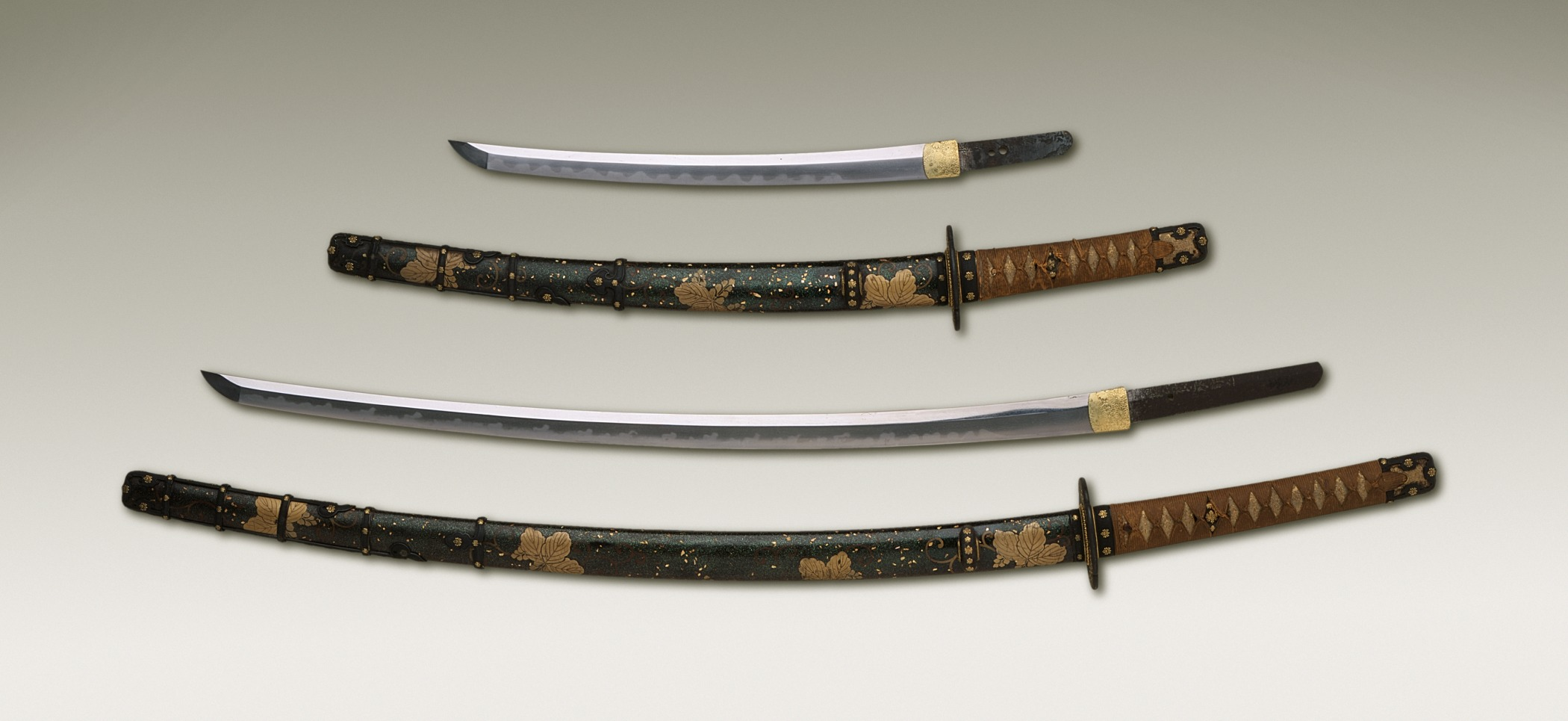
Przykładowe nihon-tō (katana i wakizashi) tworzące razem komplet (daishō)

Miecz samurajski (nihon-tō) był najważniejszym elementem w kulturze samurajów, stanowił niejako duszę wojownika. Związanych z nim było wiele rytuałów, niekiedy bardzo złożonych, począwszy już od procesu jego wykuwania. Miecznik wykonujący swój fach musiał poddawać się uprzednio ceremonii oczyszczenia, zaś pomiędzy niektórymi momentami wykuwania przywdziewał odświętne szaty. Aby odpędzić złe moce, kuźnię ozdabiały motywy, zaczerpnięte z religii shintō. Obrządek dotyczył nawet używanej przy hartowaniu miecza gliny, wody i ognia.
Zadaniem miecznika było wytworzenie głowni miecza o jak najtwardszym ostrzu (aby uniknąć wyszczerbienia), będącego jednocześnie możliwie najbardziej elastycznym (by miecz nie uległ pęknięciu). Było to bardzo trudne zadanie, osiągane przez wielokrotne przekuwanie żelaza, hartowanie metalu oraz inne techniki, wypracowywane przez wieki i pilnie strzeżone przez mistrzów tego fachu.
Samurajskie miecze poddawane były regularnej konserwacji, która polegała na nacieraniu głowni miecza maścią z mięty japońskiej.